# Goes tigrinus
Goes tigrinus là một loài bọ cánh cứng trong họ Cerambycidae.